# The Voice of Farmers
The Voice of Farmers（ザ・ボイス・オブ・ファーマーズ）はニッポン放送で2009年10月11日から2016年3月27日まで放送されていた料理番組。

## 番組概要
ニッポン放送は、2009年下半期番組編成にて、同局と深い関係性があるアミューズが取り組んでいた食育キャンペーン「ららら農業プロジェクト」の啓蒙を目的とした番組として、当該番組を編成。
『オールナイトニッポン クリエイターズナイト』枠にて『柿沢安耶のオールナイトニッポン』のパーソナリティを担当した、当時：同事務所に所属していた野菜スイーツ専門店のパティシエである柿沢が農業に取り組む生産者へのインタビューや、旬の食材を生かした野菜レシピーを提案し、より農業・食育への関心を深めて貰う事を番組コンセプトとしている。また、当該番組の情報は同局のWebサイトでは無く、サイバーエージェントが運営しているブログサービスのアメーバブログを通して情報発信をして行く。
2011年下半期の番組編成にて、放送時間が30分から15分に縮減され、日曜の早朝番組に内包されて放送していたが、最後の4年は更に放送尺が10分に短縮し、ミニ番組扱いとなり2016年3月27日放送分にて番組終了した。

## 出演者

### パーソナリティ
- 柿沢安耶（野菜パティシエ） - 2009年10月11日　- 2016年3月27日

## 放送日時

### 放送終了時点
- 日曜 6:05 - 6:15 - 2012年4月8日 - 2016年3月27日

### 過去
- 日曜 20:30 - 21:00 - 2009年10月11日 - 2010年3月28日
- 日曜 21:00 - 21:30 - 2010年4月11日 - 2010年9月19日、2011年4月9日 - 2011年9月25日
- 金曜 20:00 - 20:30 - 2010年10月29日 - 2011年4月1日
- 日曜 6:00 - 6:15 - 2011年10月9日 - 2012年4月1日

### 放送時間の変更
2011年
- 3月11日：東日本大震災発生に伴い、震災情報に関する報道特別番組のため休止。